# 리키 저베이스
리키 저베이스(Ricky Dene Gervais, 1961년 6월 25일 ~ )는 잉글랜드의 배우, 희극인, 시나리오 작가이다.

## 출연 작품

### 영화
- 윌러비 가족 (2020) - 고양이 역 (목소리)
- 블레이드 퍼피 워리어 (2022) - 목소리